# Puchar Wielkich Mistrzyń 2017
Puchar Wielkich Mistrzyń 2017 – siatkarski turniej rozgrywany w dniach 5–10 września 2017 roku w Japonii.
Zwycięstwa sprzed czterech lat bronią Brazylijki.

## System rozgrywek
W Pucharze Wielkich Mistrzyń 2017 wezmą udział mistrzowie poszczególnych konfederacji (poza CAVB), gospodarz (Japonia) oraz drużyna, która otrzyma dziką kartę. Wszystkie reprezentacje rozegrają ze sobą po jednym spotkaniu. Zespół, który po rozegraniu wszystkich meczów będzie miał najwięcej punktów, zdobywa puchar.
O kolejności w tabeli decydowały kolejno:
- liczba punktów,
- stosunek małych punktów,
- stosunek setów[1].

## Drużyny uczestniczące
| Reprezentacja     | Miejsce w poprzednim pucharze | Miejsce w rankingu FIVB | Sposób kwalifikacji                                |
| ----------------- | ----------------------------- | ----------------------- | -------------------------------------------------- |
| Japonia           | 3.                            | 6.                      | gospodarz                                          |
| Rosja             | 4.                            | 5.                      | mistrzynie Europy                                  |
| Korea Południowa  | brak udziału                  | 10.                     | dzika karta                                        |
| Stany Zjednoczone | 2.                            | 2.                      | mistrzynie Ameryki Północnej, Środkowej i Karaibów |
| Brazylia          | 1.                            | 4.                      | mistrzynie Ameryki Południowej                     |
| Chiny             | 6.                            | 1.                      | mistrzynie Azji                                    |

## Tabela końcowa
| Lp. | Drużyna           | Mecze | Mecze   | Mecze   | Pkt | Sety | Sety | Sety  | Małe punkty | Małe punkty | Małe punkty |
| Lp. | Drużyna           | M     | W (3:2) | P (2:3) | Pkt | wyg. | prz. | ratio | zdob.       | str.        | ratio       |
| --- | ----------------- | ----- | ------- | ------- | --- | ---- | ---- | ----- | ----------- | ----------- | ----------- |
| 1.  | Chiny             | 5     | 5 (1)   | 0 (0)   | 14  | 15   | 4    | 3.750 | 454         | 343         | 1.324       |
| 2.  | Brazylia          | 5     | 3 (0)   | 2 (2)   | 11  | 13   | 7    | 1.857 | 438         | 405         | 1.081       |
| 3.  | Stany Zjednoczone | 5     | 3 (2)   | 2 (0)   | 7   | 10   | 10   | 1.000 | 431         | 434         | 0.993       |
| 4.  | Rosja             | 5     | 2 (0)   | 3 (1)   | 7   | 9    | 10   | 0.900 | 411         | 427         | 0.963       |
| 5.  | Japonia           | 5     | 2 (1)   | 3 (1)   | 6   | 10   | 11   | 0.909 | 462         | 471         | 0.981       |
| 6.  | Korea Południowa  | 5     | 0 (0)   | 5 (0)   | 0   | 0    | 15   | 0.000 | 260         | 376         | 0.691       |

Źródło: FIVB
Punktacja: 3:0 i 3:1 – 3 pkt; 3:2 – 2 pkt; 2:3 – 1 pkt; 1:3 i 0:3 – 0 pkt
Zasady ustalania kolejności: 1. liczba zwycięstw; 2. liczba punktów; 3. stosunek setów; 4. stosunek małych punktów; 5. bilans w bezpośrednich meczach

## Wyniki spotkań
I runda – Tokio
| Data  | Godz. | Drużyna 1         | Wynik | Drużyna 2         | 1     | 2     | 3     | 4     | 5     | Widzów | * |
| ----- | ----- | ----------------- | ----- | ----------------- | ----- | ----- | ----- | ----- | ----- | ------ | - |
| 05.09 | 12:40 | Rosja             | 1:3   | Brazylia          | 17:25 | 25:23 | 23:25 | 12:25 |       | 2100   |   |
| 05.09 | 15:40 | Stany Zjednoczone | 1:3   | Chiny             | 25:18 | 18:25 | 14:25 | 17:25 |       | 4100   |   |
| 05.09 | 19:15 | Japonia           | 3:0   | Korea Południowa  | 25:23 | 25:21 | 26:24 |       |       | 10000  |   |
| 06.09 | 12:40 | Brazylia          | 2:3   | Chiny             | 20:25 | 12:25 | 25:20 | 25:23 | 17:19 | 1500   |   |
| 06.09 | 15:40 | Korea Południowa  | 0:3   | Stany Zjednoczone | 22:25 | 20:25 | 16:25 |       |       | 3500   |   |
| 06.09 | 19:15 | Rosja             | 3:1   | Japonia           | 22:25 | 25:18 | 25:22 | 28:26 |       | 10000  |   |

II runda – Nagoja
| Data  | Godz. | Drużyna 1         | Wynik | Drużyna 2         | 1     | 2     | 3     | 4     | 5     | Widzów | * |
| ----- | ----- | ----------------- | ----- | ----------------- | ----- | ----- | ----- | ----- | ----- | ------ | - |
| 08.09 | 12:40 | Stany Zjednoczone | 3:2   | Rosja             | 23:25 | 25:21 | 19:25 | 25:21 | 15:9  | 850    |   |
| 08.09 | 15:40 | Chiny             | 3:0   | Korea Południowa  | 25:14 | 25:4  | 25:12 |       |       | 2600   |   |
| 08.09 | 19:15 | Japonia           | 3:2   | Brazylia          | 25:18 | 25:27 | 25:15 | 16:25 | 15:6  | 8000   |   |
| 09.09 | 12:40 | Rosja             | 0:3   | Chiny             | 20:25 | 18:25 | 20:25 |       |       | 2000   |   |
| 09.09 | 15:40 | Brazylia          | 3:0   | Korea Południowa  | 25:15 | 25:10 | 25:23 |       |       | 4500   |   |
| 09.09 | 19:15 | Japonia           | 2:3   | Stany Zjednoczone | 25:22 | 21:25 | 28:26 | 21:25 | 12:15 | 8000   |   |
| 10.09 | 11:40 | Korea Południowa  | 0:3   | Rosja             | 19:25 | 16:25 | 21:25 |       |       | 3000   |   |
| 10.09 | 14:40 | Stany Zjednoczone | 0:3   | Brazylia          | 20:25 | 23:25 | 19:25 |       |       | 4100   |   |
| 10.09 | 18:15 | Chiny             | 3:1   | Japonia           | 25:22 | 24:26 | 25:18 | 25:16 |       | 8000   |   |

## Klasyfikacja końcowa
| Miejsce | Reprezentacja     |
| ------- | ----------------- |
| złoto   | Chiny             |
| srebro  | Brazylia          |
| brąz    | Stany Zjednoczone |
| 4.      | Rosja             |
| 5.      | Japonia           |
| 6.      | Korea Południowa  |

## Nagrody indywidualne
| MVP      | Najlepsza atakująca | Najlepsze środkowe                | Najlepsza rozgrywająca | Najlepsze przyjmujące  | Najlepsza libero |
| -------- | ------------------- | --------------------------------- | ---------------------- | ---------------------- | ---------------- |
| Zhu Ting | Tandara Caixeta     | Ana Carolina da Silva Yuan Xinyue | Koyomi Tominaga        | Zhu Ting Jordan Larson | Kotoe Inoue      |